# Saint-Hervé
Saint-Hervé è un comune francese di 404 abitanti situato nel dipartimento delle Côtes-d'Armor nella regione della Bretagna.

## Società

### Evoluzione demografica
Abitanti censiti